# ありあけ型護衛艦
ありあけ型護衛艦（ありあけがたごえいかん、英語: Ariake-class destroyer）は、海上自衛隊初期の護衛艦（当初は警備艦に類別）である。前身はアメリカ海軍のフレッチャー級駆逐艦で、1959年に2隻が貸与された。
なお「ありあけ」の艦名は海上自衛隊護衛艦としては初代であり、2代目についてはむらさめ型護衛艦を参照。

## 概要
「ありあけ」は「ヘイウッド・L・エドワーズ」として1944年1月26日に、「ゆうぐれ」は「リチャード・P・リアリー」として同年2月23日にボストン海軍工廠でそれぞれ就役した。なお、リチャード・P・リアリーは1945年1月、フィリピン方面で日本の特攻機の突入を受け、損傷している。
第二次世界大戦後はモスボール状態にあったが、1959年3月10日、日米艦艇貸与協定に基づき米国ロング・ビーチで日本に引き渡され、そのまま曳航され、4月16日に横須賀港に到着した。両艦は4月20日に自衛艦旗授与式を行い、正式に自衛艦となった。モスボールの解撤工事は、「ありあけ」が浦賀船渠、「ゆうぐれ」が石川島重工業東京第2工場で実施され、両艦ともこの工事において5インチ3番砲に加え、20ミリ機銃及び21インチ魚雷発射管を全て撤去し、40人収容の実習員講堂を新設、燃料タンクの一部を真水タンクに改造した。これは本型が訓練を主任務としたためで、後に遠洋練習航海に「ありあけ」は3度、「ゆうぐれ」は4度参加している。なおこの際、「ありあけ」はソナーをQJAに換装した。
工事完了後、「ゆうぐれ」は同年12月17日に再就役した。この時点であきづき型は建造中であり、本艦は海上自衛隊の護衛艦として初めて基準排水量2,000トンを超えた艦となった。「ありあけ」は公試中に主機タービン翼の折損事故を起こし、アメリカから部品を取り寄せる必要があったため、再就役は翌1960年4月21日と遅れた。
1959年11月16日、両艦により第1護衛隊を新編し、横須賀地方隊に編入された。
1961年2月1日、第2護衛隊群が再編され、第1護衛隊が同群隷下に編成替え。
1962年10月から翌年3月にかけて、両艦とも特別改装工事が施された。前部マストを三脚檣に改め、対空レーダーをSPS-12、対水上レーダーをSPS-10に換装、Mk.37射撃指揮装置のレーダーをMk.25に換装し、後部に新たにMk.57射撃指揮装置を装備した。ソナーはQJAをSQS-4に換装、爆雷投下軌条1基と同投射機（K砲）をすべてを撤去し、代わりにMk.2短魚雷落射機を両舷に装備した。その他、士官室及びCICの改造も行われ、艦橋構造物が拡張された。そのため、艦容は大きく変化した。さらに「ゆうぐれ」は艦橋両舷の40ミリ機銃を撤去し、その跡にヘッジホッグ2基を装備した。
1963年12月10日、第1護衛隊が廃止となり、両艦は練習艦隊第2練習隊に編入。なお、上記の特別改装工事で対潜前投兵器を後日装備としていた「ありあけ」は1964年2月、再改装を行い、5インチ2番砲を撤去し、入手が遅れていたMk-108対潜ロケット発射機（ウェポン・アルファ）を装備した。
1970年3月2日、第2練習隊が廃止となり、「ありあけ」は実用実験隊（開発隊群の前身）に編入された。同年3月から防衛庁技術研究本部で開発中の低周波遠距離用の試作バウ・ソナーT-101の実験艦に改造するため、石川島播磨重工業で艦首延長工事に入り、従来の艦首を切断して、新たに新造されたバウ・ソナー用の艦首に改め、全長が5.5m長くなった。これにより5インチ1番砲が撤去され、艦首部の弾薬庫や居住区にもソナー関連機器が収められ、従来の講堂もディーゼル発電機が設置された。これらの改装により排水量は230トン増加した。工事は1971年3月に完成し以後、実用実験に従事した。本艦でテストを重ねたT-101は、後に75式探信儀 OQS-101として装備化され、しらね型に搭載されている。
「ゆうぐれ」は1970年3月2日に第2掃海隊群、1972年3月10日に第1潜水隊群に移り、いずれも旗艦として支援任務に従事した。両艦とも老朽化に伴い1974年3月9日に除籍、横須賀においてアメリカ海軍に返還された。1976年に売却後、解体されている。

## 同型艦
| 艦番号 | 艦名                                              | 竣工          | 貸与          | 除籍         |
| ------ | ------------------------------------------------- | ------------- | ------------- | ------------ |
| DD-183 | ありあけ （USS DD-663 ヘイウッド・L・エドワーズ） | 1944年1月26日 | 1959年3月10日 | 1974年3月9日 |
| DD-184 | ゆうぐれ （USS DD-664 リチャード・P・リアリー）   | 1944年2月23日 | 1959年3月10日 | 1974年3月9日 |